# Josephus Joannes Maria van der Ven
Josephus Joannes Maria van der Ven (J.J.M. ‘Joop’; * 14. Oktober 1907 in Arnheim, Niederlande; † 10. Mai 1988 in Köln) war ein niederländischer Jurist.

## Leben
Van der Ven studierte und promovierte an der Katholischen Universität in Nimwegen. 1947 wurde er außerordentlicher Professor für Arbeitsrecht an der Universität Utrecht, 1950 Ordinarius für Sozialrecht, Rechtssoziologie und Rechtsphilosophie. 1969/70 amtierte er als Rektor.
Gleich nach dem Zweiten Weltkrieg stellte sich van der Ven (damals ein Unterreferendar) mit einigen anderen katholischen Intellektuellen die Aufgabe, die Beziehungen zwischen den deutschen und den niederländischen wissenschaftlichen Kreisen wieder aufzubauen. Dazu hielt er schon 1946 eine Vorlesung an der Universität München, obwohl solche Reisen damals nicht einfach waren und dieses Vorhaben in den Niederlanden auf Unverständnis stieß.
Van der Ven war bis zum Ende seines Lebens als Gastprofessor (Münster), als vielsprachiger Redner, Teilnehmer an zahllosen Kongressen, Treffen usw. in Deutschland, Österreich und weithin in Europa aktiv.
Er starb 1988 unerwartet in Köln, unterwegs nach München zu seinem Kollegen Arthur Kaufmann, den er schon seit 1946 kannte und der gerade als Professor mit einem Symposion emeritierte.

### Katholischer Glaube
Van der Ven war nicht nur Jurist und Philosoph an einer staatlichen Universität, sondern auch durch Publikationen und ehrenamtliche Tätigkeit, an theologischen Fragen und am Leben der römisch-katholischen Kirche in den Niederlanden interessiert.
Im kirchlichen Bereich konnte van der Ven in seinen jüngeren Jahre als „progressiv“ angesehen werden (in Theologie, Ökumene usw.). Nach den 60er Jahren, mit der starken Polarisierung innerhalb der römisch-katholischen Kirche in den Niederlanden, war er mit vielen Veränderungen in Theologie, Liturgie, kirchlicher Disziplin und Praxis nicht einverstanden. Polarisierung (in der Kirche, im Politik, in der Gesellschaft) lehnte er ab.

## Auszeichnungen
Im Jahr 1972 verlieh ihm die Universität München die Ehrendoktorwürde und kurz vor seinem Tod verlieh ihm die Görres-Gesellschaft als erstem und bis jetzt einzigem Niederländer ihren Ehrenring, Van der Ven ist außerdem 1976 mit dem Großen Bundesverdienstkreuz ausgezeichnet worden und Papst Johannes Paul II. ernannte ihn zum Komtur des Ordens des heiligen Gregorius des Großen.

## Schriften (Auswahl)
- Geistige Erneuerung Westeuropas. Ein Vortrag. Habbel, Regensburg 1949.
- Das christliche Gewissen im öffentlichen Leben. Morus-Verlag, Berlin 1952.
- Grundrechte und Geschichtlichkeit. N. G. Elwert Verlag, Marburg 1960.
- Ius Humanum – das Menschliche und das Rechtliche. Metzner, Frankfurt am Main 1981, ISBN 3-7875-4104-7.